# عليآباد (مقاطعة غيلانغرب)
عليآباد (بالفارسية: علی‌آباد) هي قرية تقع في منطقة مركزية ريفية في إيران. يقدر عدد سكانها بـ 41 نسمة .